# Leptoscopus macropygus
Leptoscopus macropygus är en fiskart som först beskrevs av Richardson, 1846.  Leptoscopus macropygus ingår i släktet Leptoscopus och familjen Leptoscopidae. Inga underarter finns listade i Catalogue of Life.